# Еремей
Ереме́й — мужское русское личное имя древнееврейского происхождения, обрусевшая форма имени ветхозаветного пророка Иеремии (др.-греч. Ἰερεμίας). 
Древнееврейское йирмеяху — «вознесённый (Богом) Яхве»; другие возможные толкования — «Бог высок»; «высота Божья»; «да возвысит Господь». В православной традиции имени Еремей соответствует церковнославянское Иереми́я. В древнерусских текстах встречался вариант Иереми́й; до XVII века в святцах использовалась также форма Иереме́й. Народные формы имени — Ереми́й, Ириме́й; разговорные — Ерёма, Ярёма, Ерене́й.

## История имени

### В христианской культуре
В христианстве имя связано с пророком Иеремией (ок. 645 г. до н. э. — 1-я половина VI века до н. э.), одним из четырёх великих ветхозаветных пророков. Его молодость пришлась на правление царя Иудеи Иосии, обозначенное масштабными религиозными реформами: он боролся с проникновением языческих культов и повелел упразднить все святилища, кроме храма Соломона. Однако после гибели Иосии в войне с египтянами чистота веры в единого бога была поколеблена его наследниками. Иеремия, поддерживавший в своих пророчествах устремления Иосии (но считавший их недостаточными), обличал нечестие новых правителей и народ, отступивший от веры отцов, предрекая проклятие Иерусалиму и такую же судьбу Иудейскому царству, что постигла царство Израильское. Особенно сурово Иеремия клеймил царей и иудейские привилегированные сословия за попустительство неравенству и беззаконию. Последовавшие исторические события воспринимались как исполнение пророчеств Иеремии. Вавилонский правитель Навуходоносор II, наказывая Иудею, бывшую союзником Египта, в 597 году до н. э. осадил Иерусалим и взял его без боя, уведя в плен при этом многих знатных людей. А в 586 году до н. э. за участие в антивавилонском политическом союзе Навуходоносор разрушил Иерусалим и сжёг храм Соломона, попутно уничтожив еврейскую государственность; тем самым началось Вавилонское пленение еврейского народа. Остаток дней Иеремия, согласно преданию, прожил в Египте, будучи увезённым туда насильно. Пророчества Иеремии, как отмечала Л. М. Грановская, принадлежат к лучшим образцам поэзии, созданной на иврите. Иеремии также традиционно приписывается Плач Иеремии — одна из книг Ветхого Завета, состоящая из пяти скорбных гимнов, созданных на гибель «Царицы всех городов» Иерусалима; первые четыре песни Плача написаны алфавитным акростихом.
Именование христиан в честь пророка фиксировалось ещё в эпоху становления христианства. Почитается в лике святых мученик Иеремия († 308 или 309), подвергшийся истязаниям и казни в Кесарии Палестинской в числе 12 мучеников во время гонений на христиан императора Диоклетиана. Также почитается преподобномученик Иеремия Синайский († 312).
Образ пророка находил своё воплощение в изобразительном искусстве с VI века. К самым ранним известным произведениям относятся мозаика церкви Сан-Витале в Равенне (546—547) и мозаика кафоликона монастыря великомученицы Екатерины на Синае (550—565). Средневековая иконография обширна как в католической, так и в православной традиции. В эпоху Ренессанса Иеремию изображали Микеланджело (фреска в Сикстинской капелле), Донателло (изваяние во флорентийской колокольне). Плач Иеремии нашёл отражение в творчестве Рембрандта («Иеремия скорбит о гибели Иерусалима», 1630). В музыке известны произведения Луиджи Керубини «Две жалобы Иеремии» (1815) и «Плач пророка Иеремии» Игоря Стравинского (1958). В русской литературе XIX—XX веков имя пророка находило широкий отклик в поэтических произведениях; к нему обращались Л. А. Мей, К. М. Фофанов, Д. С. Мережковский, И. А. Бунин, С. Я. Маршак.

### На Руси
Еремей — обрусевшая форма библейского имени; следует заметить, что на русскую почву из древнееврейского языка имя попало уже эллинизированным. Как и многие имена, заимствованные с принятием христианства, имя подвергалось адаптации к особенностям фонетики древнерусского языка. Из имён последовательно удалялись двоегласные созвучия (зияния; ср. Иаков → Яков, Иулиан → Ульян); финали основ приводились к форме, типичной для мужских имён. Заимствованные имена древнееврейского происхождения, заканчивающиеся на -ия, изменялись таким образом, чтобы не быть похожими на женские имена (ср. Захария → Захар, Анания → Ананий, Исайя → Исай).
В православии день пророка Иеремии приходится на 1 мая (по юлианскому календарю, что ныне соответствует 14 мая). Эта дата в народном календаре соотносилась с началом масштабных весенних сельскохозяйственных работ (началом пахоты, севом яровых культур, овса, гороха, и др.). Церковный праздник таким образом становился важной вехой в крестьянском быту. Это нашло отражение в народном отношении к ветхозаветному пророку: он получил прозвище Еремея-запрягальника, Еремея-ярёмника; с ним связывались пословицы, отмечавшие ход сельскохозяйственных работ, приметы о погоде и прогнозы на урожай («На Еремея, по ранней росе иди на посев»; «На Еремея и ленивая соха в поле выезжает»; «Коли на Еремея погоже, то и уборка хлеба пригожа»; «На Еремея непогода — всю зиму промаешься»). Церковный календарь также содержал дни памяти других святых с именем Иеремия, приходившиеся на разные времена года; что нашло отражение в пословице «Всяк Еремей про себя разумей: когда сеять, когда жать, а когда скирды метать». Обретение популярными в народе святыми дополнительных прозваний, вхождение таких святых в фольклор свидетельствовали об усвоении их имён русской народной культурой.
Но в русских пословицах имя Еремей задействовалось не только как имя пророка или святого, но и как условное имя простого человека из народа, причём имя наряду с именами Иван и Фома оно относилось к числу наиболее употребимых в пословицах. В пословице «По Ерёмке шапка, по Сеньке кафтан» (один из вариантов хорошо известной «По Сеньке и шапка») задействована пренебрежительная форма имён (см. полуимя), характерная в прошлом при обращении к людям низших сословий. Еремей в пословицах олицетворяет не лучшие человеческие качества, выступая иногда неумехой («Ерёма, Ерёма! Сидел бы ты дома, да точил веретёна»), отлынивающим от дел лентяем («Наш Ерёма не сказался дома»), сующим свой нос в чужие дела («Указчик Ерёма, указывай дома!», «Ерёмины слёзы по чужом пиве льются»). В обширном пласте пословиц имя Еремей фигурирует совместно с именем Фома; эти паремии являются переосмыслениями фольклорной «Повести о Фоме и Ерёме» — литературного произведения XVII века. В ней Фома и Ерёма — братья-неудачники. Они пробуют свои силы и в земледелии, и в рыболовстве, и в охоте; промышляют разбоем или помышляют о служении богу — ничего у них не выходит:
Захотелось им, двум братом, рыбки половить:

Ерёма сел в лодку, Фома в ботник.

Лодка утла, а ботник безо дна:

Ерёма поплыл, а Фома не отстал.

И как будут они среди быстрыя реки,

наехали на них лихие бурлаки:

Ерёму толкнули, Фому выбросили,

Ерёма упал в воду, Фома на дно —

оба упрямы, со дна не бывали.
Антитеза главных героев (присутствующая, например, в поговорке «Я ему про Фому, а он мне — про Ерёму») оказывается в «Повести…» мнимой и доведённой до пародии; всё случившееся с одним из братьев повторяется рефреном в судьбе другого, тем самым их неудачливость, удвоившись, выявляется как типичная черта жизни простого люда того времени. Пословичные Фома и Ерёма нередко выступают в роли людей, не пользующихся особо уважением («Не бей Фому за Ерёмину вину»). Однако герои обнаруживаются и в роли небесталанных скоморохов («Фома музыку разумеет, а Ерёма плясать умеет»; «Фома на гудке играть, а Ерёма глазами мигать»; «Стой, Фомка, неплох и Ерёмка»), или просто смышлёных людей («Фома не без ума, Ерёма не без промысла»). Эти персонажи фигурировали не только в пословицах и поговорках, но и в песнях, балаганных представлениях, на лубочных картинках.
Широкая вовлечённость тех или иных имён в различные жанры русского фольклора свидетельствует об их былой распространённости. Другим таким косвенным свидетельством являются патронимные фамилии. От имени Еремей и его форм образовались такие фамилии, как Еремеев, Ерёмин, Ерёменко, Ярёменко и другие.
Имя в XX веке практически вышло из употребления: оно отсутствует в масштабных статистических подсчётах имён новорождённых В. А. Никонова по некоторым регионам центральной России за 1961 год, оно не отмечается в сведениях А. В. Суперанской и А. В. Сусловой по Ленинграду за 1920-е — 1980-е годы даже в числе редчайших имён, имевших единичные случаи именования.
В современности имя вернулось в обиход, оно отмечается среди редких, необычных имён новорождённых в разных городах и регионах России.

## Именины
Православные именины (даты приводятся по григорианскому календарю):
- 14 января, 27 января, 1 марта, 14 мая, 11 октября, 18 октября